# Copa de Bélgica 2021-22
La Copa de Bélgica 2021-22, llamada Copa Croky por motivos de patrocinio, es la temporada 67 de la competición anual de copa de fútbol de Bélgica. La competición comenzó el 25 de julio de 2021 y finalizará con la final el 18 de abril de 2022. Los ganadores de la competición se clasificarán para la ronda de play-off de la Liga Europa de la UEFA 2022-23.
El Genk es el campeón defensor ya que ganó la final del 2021.

## Final
| 18 de abril de 2022 | Gent                                                                | 0:0 (t. s.)(4:3 p.)        | Anderlecht                                | King Baudouin Stadium, Bruselas                             |  |
|                     |                                                                     |                            |                                           | Asistencia: 50,093 espectadores Árbitro(s): Lawrence Visser |  |
|                     |                                                                     | Tiros desde el punto penal |                                           |                                                             |  |
|                     | - De Sart - Hanche-Olsen - Castro-Montes - Lemajić - Ngadeu-Ngadjui |                            | - Gómez - Raman - Kana - Cullen - Murillo |                                                             |  |

| Uniformes | Uniformes |
| --------- | --------- |
|           |           |

Campeón
 
K. A. A. Gent
4to título